# Toxometra lepta
Toxometra lepta is een haarster uit de familie Antedonidae.
De wetenschappelijke naam van de soort werd in 1938 gepubliceerd door Hubert Lyman Clark.